# Transact-SQL
Transact-SQL (skraćeno T-SQL) je Microsoft-ovo proširenje SQL-a namenjeno interakciji sa relacionim bazama podataka. Proširuje SQL standarde uključujući proceduralno programiranje, lokalne varijable, razne funckije za obradu stringova, datuma, matematičkih funkcija itd. Transact-SQL se koristi od strane Microsoft SQL Servera. Sve aplikacije koje komuniciraju sa instancom SQL servera to obavljaju šaljući T-SQL naredbe serveru nezavisno od korisničkog interfejsa aplikacije.
Uskladištene procedure su blokovi SQL koda, koji su u stanju da izvrše neku aktivnost na serveru.

## Primer
Deklarisanje varijable i dodeljivanje naziva korišćenjem DECLARE, SET i SELECT naredbi.
```
DECLARE
 
@var1
 
NVARCHAR
(
30
);

SET
 
@var1
 
=
 
'Some Name'
;

SELECT
 
@var1
 
=
 
Name

  
FROM
 
Sales
.
Store

  
WHERE
 
CustomerID
 
=
 
100
;

```